# Dudley Carleton, 1:e viscount Dorchester
Dudley Carleton, 1:e viscount Dorchester, född 10 mars 1573, död 15 februari 1632, var en engelsk ambassadör, diplomat och Secretary of State. Han var son till Anthony Carleton av Brightwell Baldwin, Oxfordshire och Jocosa, dotter till John Goodwin av Winchendon, Buckinghamshire. 
Dorchester utbildade sig vid Westminster School och Christ Church College. Efter sin utbildning tog han anställning som sekreterare hos sir Edward Norreys i Oostende. År 1598 färdades han som diplomat (tillsammans med Francis Norreys) till Paris på uppdrag av Charles Howard, 1:e earl av Nottingham. År 1603 tog Dorchester anställning som sekreterare hos Thomas Parry, ambassadör i Paris, men denna tjänstgöring var inte långvarig då han istället sökte sig till ett jobb hos Henry Percy, 9:e earl av Northumberland; på grund av detta har hans namn förekommit i samband med krutkonspirationen år 1605.
Under några års tid arbetade nu Dorchester som ambassadör både i republiken Venedig och republiken Förenade Nederländerna. Han återvände till England 1625 tillsammans med George Villiers, 1:e hertig av Buckingham och i december 1628 gjordes han till Secretary of State. Dorchester arbetade då främst tillsammans med sir John Coke och hade hand om Englands utrikespolitik. Han avled den 15 februari 1632 och begravdes i Westminster Abbey.